# Giorgio Pantano
Giorgio Pantano, italijanski dirkač Formule 1, * 4. februar 1979, Padova, Italija.
Giorgio Pantano je upokojeni italijanski dirkač Formule 1. V sezoni 2000 je osvojil naslov v prvenstvu Nemške Formule 3. Nato je prestopil v Formulo 3000 in v sezoni 2001 osvojil deveto mesto v dirkaškem prvenstvu z eno zmago, v sezoni 2002 drugo mesto v prvenstvu s tremi zmagami, v 2003 pa tretje mesto z dvema zmagama. To mu je prineslo priložnost v Formuli 1 v sezoni 2004, ko je kot najboljšo uvrstitev dosegel trinajsti mesti na Velikih nagradah Malezije in Evrope. Ker ni dobil sedeža za naslednjo sezono v Formuli 1, se je preselil v novoustanovljeno serijo GP2, kjer je v sezoni 2005 zasedel šesto mesto v dirkaškem prvenstvu, v sezoni 2006 pa peto mesto s tremi zmagami.

## Popolni dirkaški Rezultati

### Formula 3000
(legenda) (odebeljene dirke pomenijo najboljši štartni položaj, poševne pa najhitrejši krog)
| Leto | Moštvo    | Šasija      | Motor         | Gume | 1       | 2      | 3     | 4       | 5       | 6       | 7     | 8       | 9     | 10      | 11     | 12    | Prv | Toč |
| ---- | --------- | ----------- | ------------- | ---- | ------- | ------ | ----- | ------- | ------- | ------- | ----- | ------- | ----- | ------- | ------ | ----- | --- | --- |
| 2001 | Astromega | Lola B99/50 | Zytek V8      | A    | BRA Ret | SMR 11 | ESP 9 | AUT 15  | MON Ret | EUR 21  | FRA 8 | GBR Ret | GER 7 | HUN 5   | BEL 11 | ITA 1 | 9.  | 12  |
| 2002 | Coloni    | Lola B02/50 | Zytek-Judd KV | A    | BRA 8   | SMR 3  | ESP 1 | AUT 4   | MON Ret | EUR Ret | GBR 4 | FRA 3   | GER 1 | HUN 2   | BEL 1  | ITA 3 | 2.  | 54  |
| 2003 | Durango   | Lola B02/50 | Zytek-Judd KV | A    | SMR Ret | ESP 1  | AUT 3 | MON Ret | EUR 16  | FRA 1   | GBR 2 | GER 7   | HUN 4 | ITA Ret |        |       | 3.  | 41  |

### Formula 1
(legenda) (odebeljene dirke pomenijo najboljši štartni položaj, poševne pa najhitrejši krog, †-uvrščen kljub odstopu)
| Leto | Moštvo      | Šasija      | Motor    | 1      | 2      | 3      | 4       | 5       | 6       | 7     | 8       | 9       | 10     | 11     | 12     | 13      | 14      | 15      | 16  | 17  | 18  | Prv | Toč |
| ---- | ----------- | ----------- | -------- | ------ | ------ | ------ | ------- | ------- | ------- | ----- | ------- | ------- | ------ | ------ | ------ | ------- | ------- | ------- | --- | --- | --- | --- | --- |
| 2004 | Jordan Ford | Jordan EJ14 | Ford V10 | AVS 14 | MAL 13 | BAH 16 | SMR Ret | ŠPA Ret | MON Ret | EU 13 | KAN DNP | ZDA Ret | FRA 17 | VB Ret | NEM 15 | MAD Ret | BEL Ret | ITA Ret | KIT | JAP | BRA | 24. | 0   |